# 빵과 장미 (1993년 영화)
《빵과 장미》(Bread & Roses)는 뉴질랜드에서 제작된 게일린 프레스턴 감독의 1993년 영화이다. 제네비에브 피콧 등이 주연으로 출연하였고 로빈 레잉 등이 제작에 참여하였다.

## 출연

### 주연
- 제네비에브 피콧
- 믹 로즈

### 조연
- 페리 피어시
- 티나 레그티엔

## 기타
- 협력프로듀서: 게일린 프레스턴
- 미술: 릭 코포드
- 의상: 크리스 엘리엇